# Lục quân Hoàng gia Campuchia
Lục quân Hoàng gia Campuchia là một bộ phận của Quân đội Hoàng gia Campuchia với quân số khoảng 75.000 biên chế thành 11 sư đoàn bộ binh được trang bị thiết giáp tích hợp và hỗ trợ pháo binh. Lục quân Hoàng gia Campuchia thuộc thẩm quyền của Bộ Quốc phòng, do không thành lập các đơn vị tăng thiết giáp hay pháo binh riêng biệt nên tích hợp sẵn trong các quân khu.

## Tổ chức quân sự
Theo kế hoạch quân sự và các đơn vị hiện tại, mỗi khu vực có quân số khoảng 3.500 binh sĩ, mỗi sư đoàn có khoảng 7000 quân, phân bố trong các quân khu. Từng sư đoàn sẽ được bổ sung thêm một sư đoàn cơ động tăng cường tại Phnôm Pênh. Đất nước được chia thành sáu cho đến gần đây là năm quân khu, tương ứng với ba hoặc bốn tỉnh. Có những đơn vị đồn trú tại các thành phố lớn và các căn cứ quân sự lớn. Đại tướng Meas Sophea hiện là Tư lệnh Lục quân Hoàng gia Campuchia. Ông còn là Phó Tổng Tư lệnh Quân đội Hoàng gia Campuchia. 
Quân đội với 11 sư đoàn được triển khai theo yêu cầu trên toàn quốc và trong các hoạt động với các căn cứ như sau: 
- Bộ Tư lệnh Quân đội Hoàng gia Campuchia, Phnôm Pênh
- Bộ Tư lệnh Quân khu 1, Stung Treng
- Bộ Tư lệnh Quân khu 2, Kompong Cham
- Bộ Tư lệnh Quân khu 3, Kampong Speu
- Bộ Tư lệnh Quân khu 4, Siem Reap
- Bộ Tư lệnh Quân khu 5, Battambang
- Bộ Tư lệnh Quân khu 6 (đặc biệt), Phnôm Pênh/Pailin/Kompong Thom
- Bộ Tư lệnh Quân khu 7, Preah Vihear

Mỗi quân khu dưới sự chỉ huy của một vị Thiếu tướng cùng với cấp phó quân hàm Chuẩn tướng. Mỗi tỉnh đều có một Bộ chỉ huy quân sự người đứng đầu mang quân hàm Đại tá. Năm 2009, một số tướng lĩnh hàm ba sao, trong đó có Đại tướng Hing Bun Hieng đã được thăng lên hàm bốn sao, cùng với việc thăng cấp các viên tư lệnh tại các tỉnh thành của đội Hiến binh, ủy viên quân sự và cảnh sát lên Chuẩn tướng. Việc đề bạt như vậy là một vinh dự được chính phủ trao tặng cho nỗ lực của họ trong bế tắc quân sự Campuchia-Thái Lan.

## Lực lượng đặc biệt đổ bộ đường không

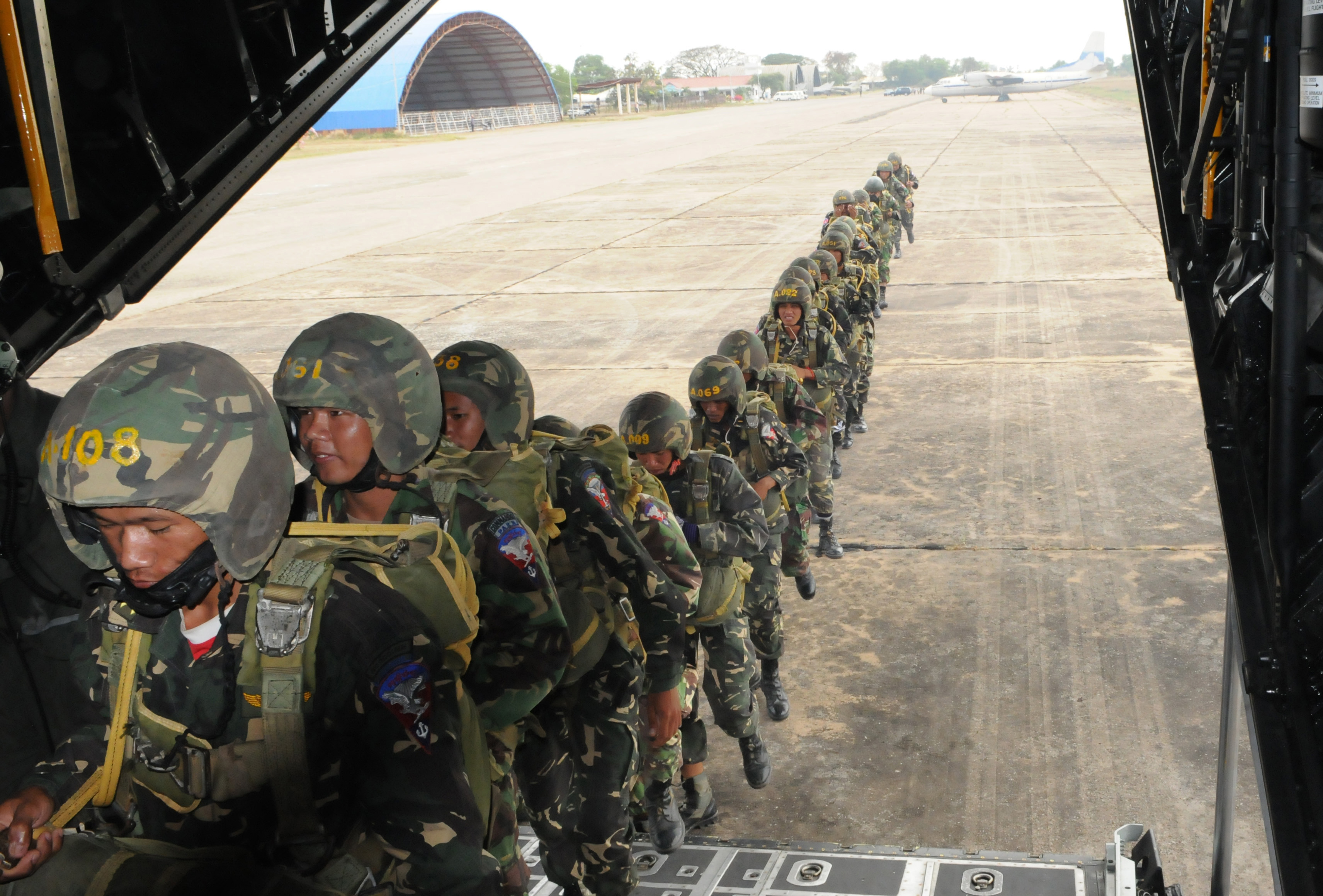
Lực lượng đặc biệt chống khủng bố Quốc gia Hoàng gia Campuchia đang thực hành khóa huấn luyện.

Lực lượng đặc biệt đổ bộ đường không (lính dù), còn được gọi là SF-911, được biên chế thành 14 tiểu đoàn dưới sự chỉ huy trực tiếp từ Bộ Tư lệnh Lực lượng vũ trang Hoàng gia. Quân số của lực lượng đặc biệt khoảng 7.000 người. Căn cứ hoạt động của lực lượng đặc biệt đổ bộ đường không (lính dù) đơn vị 911 (SF-911) nằm gần làng Takethmey, xã Kambol, huyện Angsnoul, tỉnh Kandal. Đơn vị này nằm dưới sự chỉ huy trực tiếp của Bộ Tư lệnh Tối cao Quân đội Hoàng gia Campuchia. SF-911 có bảy chi nhánh với 14 tiểu đoàn được đặt dưới sự kiểm soát của họ. 
Các đơn vị sau đây được phân phối trong các Tiểu đoàn:
- Biệt kích 1 đến Biệt kích 4 (Nhảy dù)
- Biệt kích 5 đến Biệt kích 9 (Tấn công)
- Biệt kích 10 đến Biệt kích 12 (Hỗ trợ)
- Nhóm Đặc nhiệm bảo vệ tầm gần 13
- Nhóm Đặc nhiệm chống khủng bố 14

Tổng số binh sĩ 6500 
Nhóm Đặc nhiệm chống khủng bố 14 là đơn vị chống khủng bố chuyên biệt đầu tiên của Campuchia và là thành phần SWAT của SF-911. Nhóm Đặc nhiệm chống khủng bố 14 hỗ trợ thực thi pháp luật trong hoạt động phòng chống khủng bố. Chhab Peakdey là sĩ quan chỉ huy của lực lượng SF-911.  
SF thường xuyên tiến hành các khóa huấn luyện và tập trận chung như: 
- Lực lượng đặc biệt 6 khóa (biệt kích mũ nồi đỏ)
- Nhảy dù 11 khóa (para)
- Rơi tự do 3 khóa
- Lặn 3 khóa (Chhak Sea)
- Chống khủng bố 3 khóa (T.O)

Việc huấn luyện cũng được tiến hành ở Indonesia trong một chương trình đặc biệt tại Batujajar. Trung tâm huấn luyện quân sự Batujajar nằm cách 22 km từ Bandung (Tây Java), nơi mà những người lính lực lượng đặc biệt sẽ được huấn luyện nhảy dù và đổ bộ vùng chiến thuật.

## Quân hàm
Sau khi ra đời chính phủ liên hiệp và tái lập Vương quốc Campuchia, hệ thống quân hàm của Quân đội Hoàng gia Campuchia trở lại kiểu quân hàm quân đội Pháp truyền thống trước đây.
|           | Sĩ quan     | Sĩ quan   | Sĩ quan     | Sĩ quan     | Sĩ quan     | Sĩ quan | Sĩ quan  | Sĩ quan  | Sĩ quan | Sĩ quan  | Sĩ quan  | Sĩ quan  |
| Cấp Tướng | Cấp Tướng   | Cấp Tướng | Cấp Tướng   | Cấp Tướng   | Cấp Tá      | Cấp Tá  | Cấp Tá   | Cấp Úy   | Cấp Úy  | Cấp Úy   | Cấp Úy   |          |
| --------- | ----------- | --------- | ----------- | ----------- | ----------- | ------- | -------- | -------- | ------- | -------- | -------- | -------- |
| Lục quân  |             |           |             |             |             |         |          |          |         |          |          |          |
| Cấp bậc   | Thống tướng | Đại tướng | Trung tướng | Thiếu tướng | Chuẩn tướng | Đại tá  | Trung tá | Thiếu tá | Đại úy  | Trung úy | Thiếu úy | Chuẩn úy |

|          | Hạ sĩ quan | Hạ sĩ quan     | Hạ sĩ quan | Hạ sĩ quan    | Hạ sĩ quan | Hạ sĩ quan | Hạ sĩ quan | Binh sĩ   | Binh sĩ  |
| -------- | ---------- | -------------- | ---------- | ------------- | ---------- | ---------- | ---------- | --------- | -------- |
| Lục quân |            |                |            |               |            |            |            |           |          |
| Cấp bậc  | Chuẩn úy   | Thượng sĩ nhất | Thượng sĩ  | Trung sĩ nhất | Trung sĩ   | Hạ sĩ      | Chuẩn sĩ   | Binh nhất | Binh nhì |

## Quân cảnh
Hiến binh hay "Quân cảnh", là một bộ phận của Quân đội Hoàng gia Campuchia có trách nhiệm duy trì trật tự công cộng và an ninh nội bộ ở Campuchia. Đơn vị bán quân sự này có quân số hơn 7.000 người được triển khai tại tất cả các tỉnh. Bộ Tư lệnh đặt tại Phnôm Pênh với hàng loạt mệnh lệnh của đơn vị thông qua Bộ Tư lệnh Tối cao Quân đội Hoàng gia Campuchia. Đội hiến binh được đặt dưới sự giám sát trực tiếp của một sĩ quan chỉ huy với cấp bậc tương đương Trung tướng. Bộ Tư lệnh Tối cao có trách nhiệm giám sát tất cả các đơn vị hiến binh cũng như huấn luyện nói chung. Tư lệnh Hiến binh hiện nay là Trung tướng Sao Sokha, một cựu vệ sĩ và cố vấn cá nhân cho Thủ tướng Campuchia Hun Sen.
Là một phần của Quân đội Hoàng gia Campuchia, đội Hiến binh nằm dưới sự kiểm soát trực tiếp của Bộ Quốc phòng và Bộ Tư lệnh Tối cao Hoàng gia Campuchia. Mặc dù đội Hiến binh không có sư đoàn cấp vùng nhưng lại có sư đoàn cấp tỉnh. Đội hiến binh giám sát tất cả 24 tỉnh, 186 huyện, làm việc với người dân địa phương. Đội hiến binh bao gồm: một nhóm cơ động gồm sáu đơn vị can thiệp, một tiểu đoàn xe thiết giáp, một kỵ binh và 4 lính bộ binh khác đóng quân tại Phnôm Pênh. Trường huấn luyện đội hiến binh nằm ở Khum Kombol, tỉnh Kandal. 
Số binh sĩ trong lực lượng đặc biệt của quân đội như sau
- Đơn vị vệ binh: 5.000 binh sĩ
- Trung đoàn nhảy dù 911: 5.000 binh sĩ
- "Quân cảnh" đội Hiến binh: 10.000 binh sĩ

## Trang bị

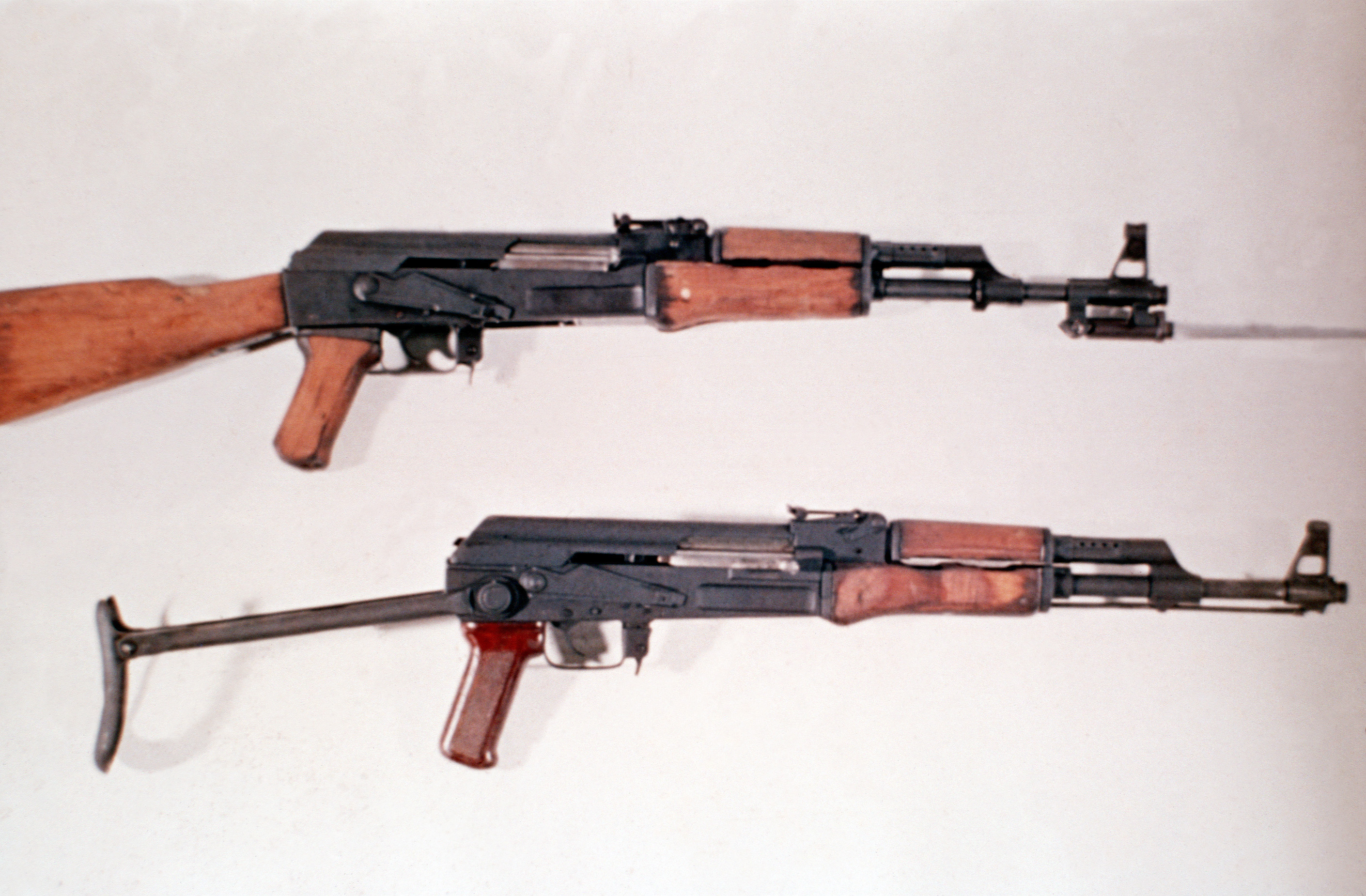
AK-47 và Kiểu 56 là loại súng trường được sử dụng trong quân đội.

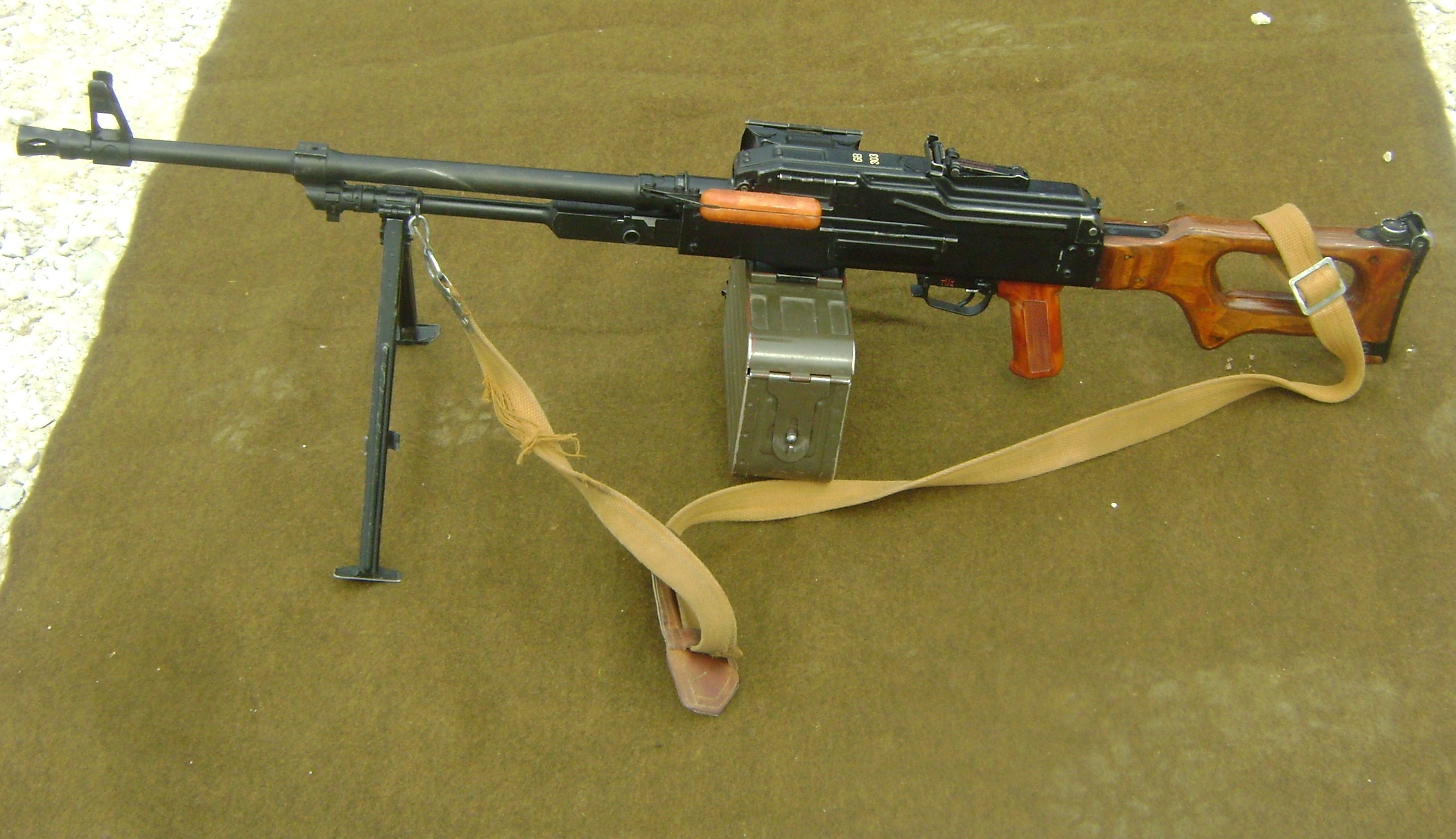
Súng máy PKM được dùng trong quân đội Campuchia.

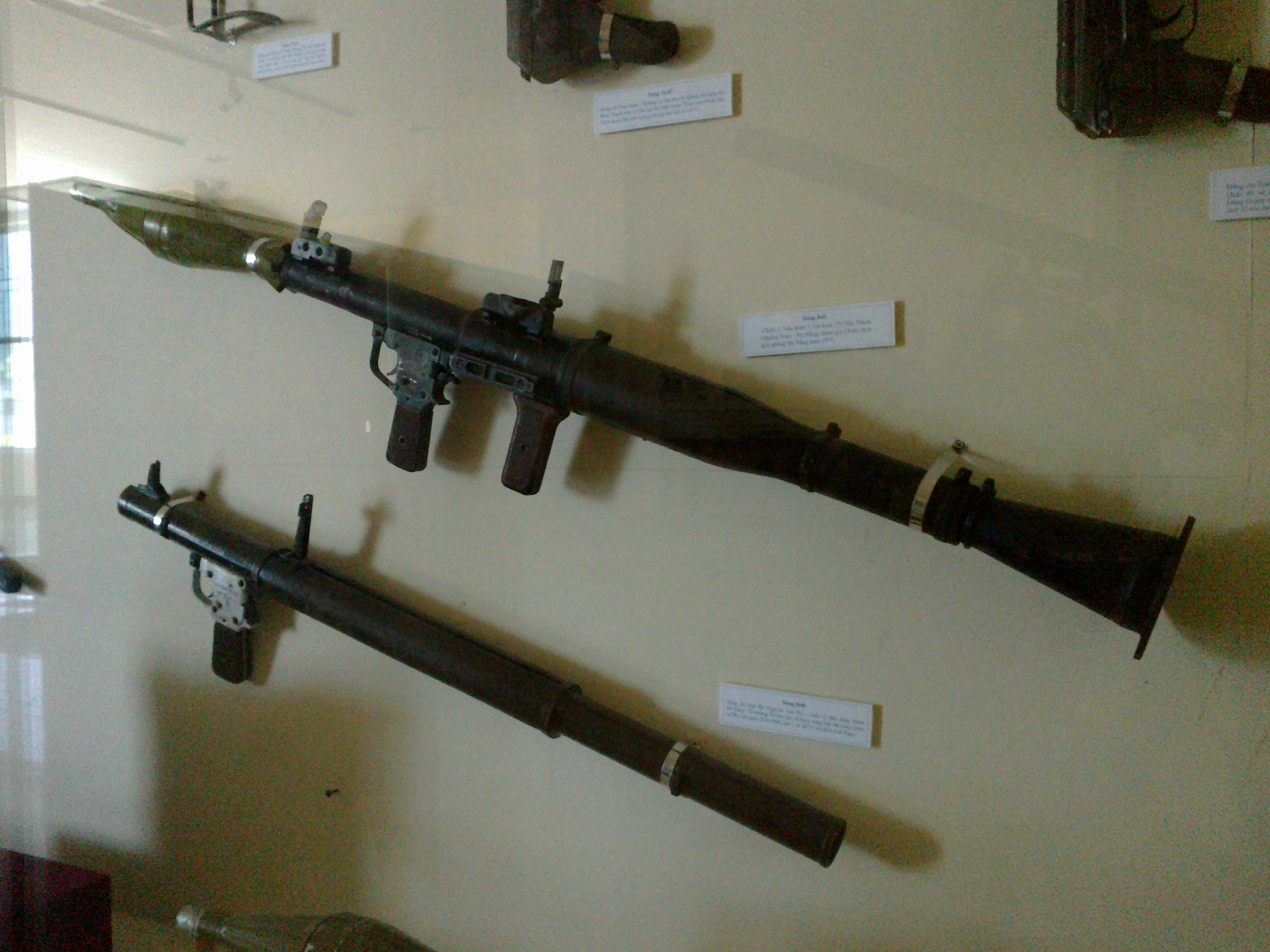
RPG-7 (trên) và RPG-2 (giữa) là loại vũ khí chống tăng được dùng trong quân đội Campuchia.

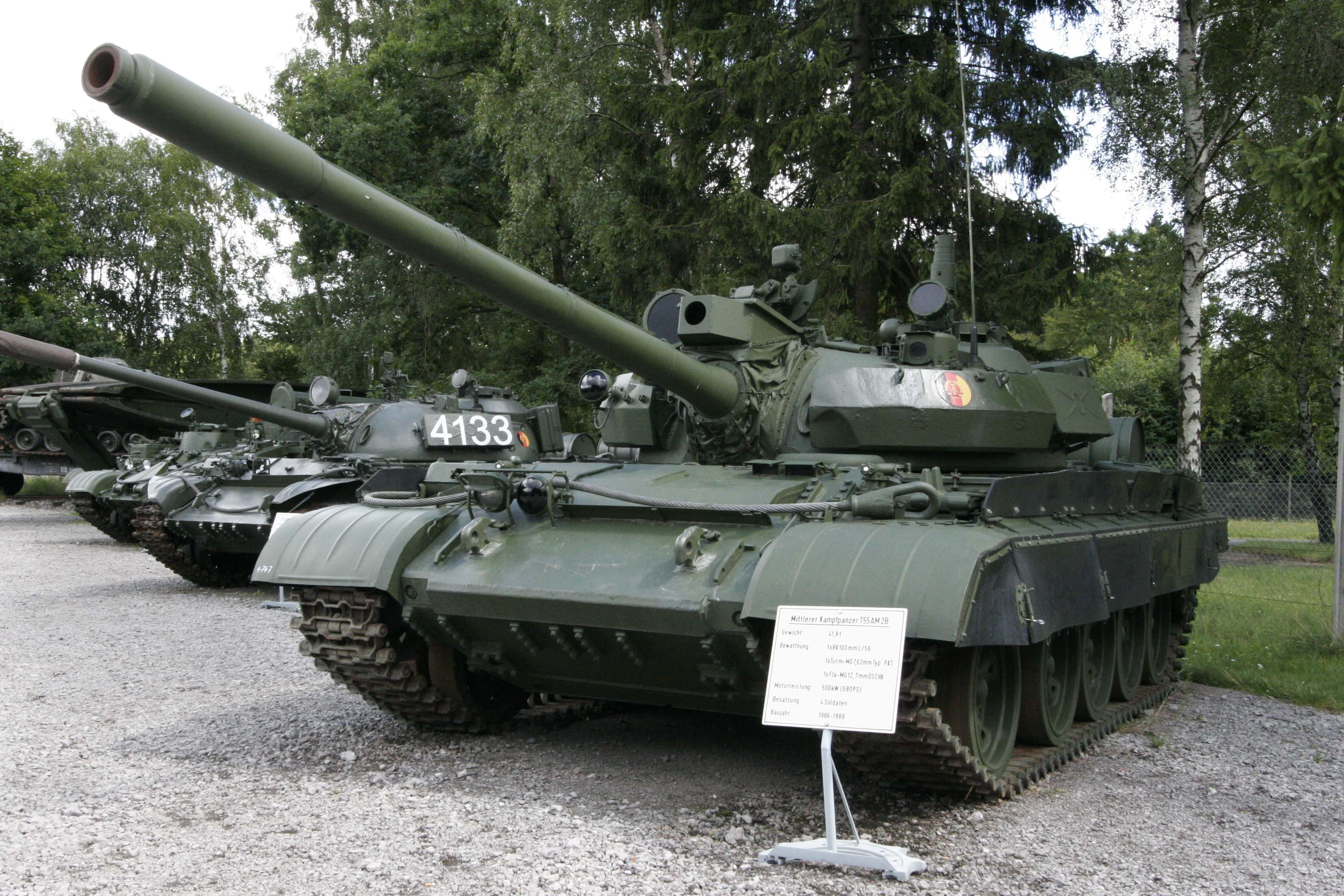
Biến thể của xe tăng T-55AM2BP.

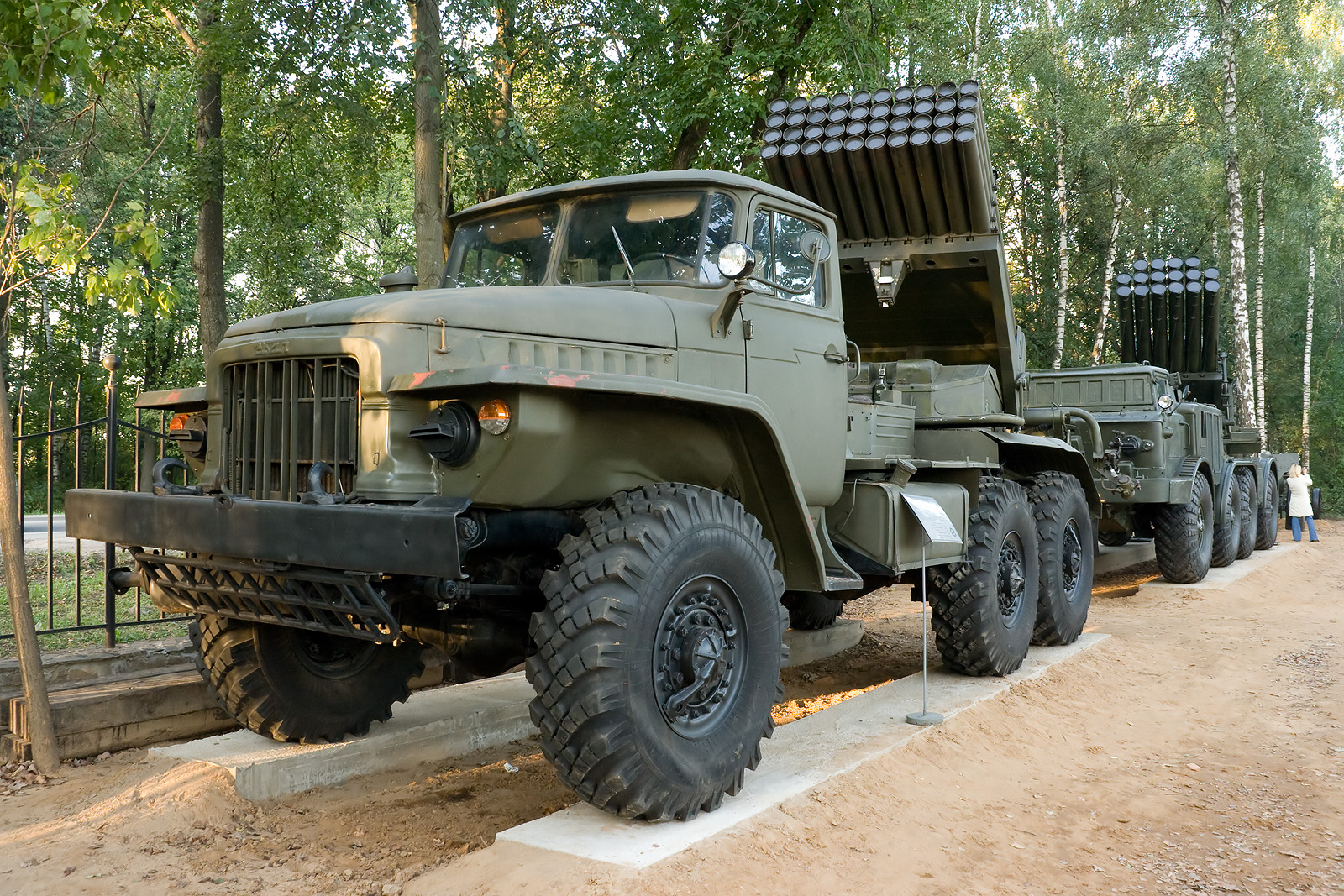
Pháo phản lực bắn loạt BM-21 Grad.

Trang thiết bị Lục quân Campuchia khá lạc hậu, chủ yếu là các vũ khí được viện trợ từ Liên Xô và Trung Quốc. Tuy nhiên, gần đây Campuchia đã có những đầu tư đáng kể cho lực lượng bộ binh: Xe tăng chiến đấu chủ lực gồm: 150 xe T-54/55 có nguồn gốc từ Liên Xô. 40 xe T-55AM2 từ Cộng hòa Séc, 50 xe T-55AM2BP từ Ba Lan, 50 xe T-55A từ Ukraina; 200 xe Kiểu-59, 50 xe Kiểu-62, 10 xe Kiểu-63 từ Trung Quốc. Xe chiến đấu bộ binh có: 70 xe BMP-1, 250 xe BTR-60PB, 30 xe BTR-152 có nguồn gốc từ Liên Xô, 40 xe OT-64 Skot, 200 xe BDRM-2, 20 xe tăng lội nước PT-76, 20 xe thiết giáp M-113. Pháo binh các loại gồm có: 20 khẩu pháo chống tăng T-12 100mm, 10 pháo kéo xe D-74 122mm (Trung Quốc), 20 pháo M-30 122mm (Liên Xô), 100 pháo 2A18 D-30 122mm (Liên Xô), 30 pháo M-46 130mm, 100 pháo Type-59-1 (Trung Quốc sao chép M-46) 130mm (Trung Quốc). Pháo phản lực bắn loạt kéo xe gồm: 200 dàn Kiểu-63 107mm, 10 dàn Type-81 SPRL 122mm (bản sao của BM-21) có nguồn gốc từ Trung Quốc, 100 dàn BM-21 Grad 122mm, 20 dàn BM-13/16 132mm, 20 dàn BM-14 140mm.
Năng lực phòng không của Quân đội Hoàng gia Campuchia rất hạn chế, gần như không đủ khả năng để chống lại các cuộc tập kích đường không tiềm tàng. Trang bị phần lớn là pháo phòng không và không có hệ thống tên lửa đối không nào, gồm 420 pháo phòng không các loại (100 khẩu ZSU-23-2 100 khẩu, 100 khẩu 61-K 37mm (Liên Xô), 100 khẩu Type-65/74 37mm (Trung Quốc), 100 khẩu AZP S-60 57mm (Liên Xô 10 khẩu KS-19 100mm. Theo một số nguồn tin, Campuchia có khoảng 3 hệ thống tên lửa đối không tầm trung SA-4. Tuy nhiên, số phận của loại tên lửa đối không này không rõ ràng nhiều khả năng không còn hoạt động. Gần đây, Quân đội Hoàng gia Campuchia đã tiếp nhận một số lượng tên lửa phòng không vác vai FN-6 từ Trung Quốc, SA-7 từ Nga. Trang bị cá nhân tiêu chuẩn cho binh lính quân đội Hoàng gia Campuchia chủ yếu có nguồn gốc từ Liên Xô với AKM, AKMS, Type-56/1/2 của Trung Quốc. Hiện nay lực lượng đặc biệt quân đội Hoàng gia đã được trang bị súng trường hiện đại QBZ-97 biến thể xuất khẩu của QBZ-95 của Trung Quốc, Pindad SS-1 của Indonesia.

### Quân đội chủ lực
Nghệ thuật chỉ đạo và học thuyết chiến thuật vẫn đang được định nghĩa là quá trình cải cách vẫn tiếp tục. Bề ngoài, việc tiếp tục cải tổ quân đội sẽ cung cấp các xe bọc thép được tích hợp cho mỗi sư đoàn bộ binh trong khu vực. Tuy nhiên, phần lớn địa hình của Campuchia đều không thích hợp cho các hoạt động của xe bọc thép và xe tăng đang không sử dụng được trong mùa mưa. Tất cả các OT-64 APC dường như chỉ còn giữ lại làm lực lượng dự bị Phnôm Pênh.
Trong những năm 1990, để làm cho quân đội di động và cơ giới hóa hơn, đã có một dòng đều đặn các xe tăng, pháo tự hành, xe bọc thép (APC), và xe vận tải mới. Lục quân hiếm khi cho về hưu các mẫu vũ khí cũ kỹ và có xu hướng duy trì một lượng lớn kho trang thiết bị, giữ lại những mẫu cũ cùng với những nâng cấp trong lực lượng hoạt động hoặc dự trữ. Quân đội chủ yếu vẫn là một lực lượng bộ binh, mặc dù một chương trình hiện đại hóa thập kỷ dài đã cải thiện đáng kể tính di động và hỏa lực của quân đội Campuchia.
Trang bị cho các đơn vị chính yếu trong quân đội do các nước Việt Nam, Trung Quốc và Liên Xô cung cấp. Quân trang bao gồm những loại vũ khí nhỏ xuất xứ từ Liên Xô, trong đó có súng trường tấn công AKM (phiên bản cập nhật của AK-47), súng máy hạng nhẹ RPD, súng máy đa năng PKM, Súng phóng lựu chống tăng 82mm RPG-2, Súng phóng lựu chống tăng 85mm RPG-7, súng trường tấn công kiểu 56 của Trung Quốc và các loại vũ khí dành cho tổ lái khác, bao gồm cả lựu pháo hạng trung và các loại vũ khí phòng không ở một số kích cỡ. Xe tăng trong các tiểu đoàn thiết giáp RCAF bao gồm T-54/55, tuy cũ nhưng lại là xe tăng chiến đấu chủ lực tầm cỡ của Liên Xô; xe tăng lội nước hạng nhẹ PT-76/Kiểu 63 và Kiểu 59, một chiếc tăng chiến đấu chủ lực của Trung Quốc, có thể lấy từ các nhà kho của Việt Nam. Pháo chống tăng đa năng trong lực lượng chính bao gồm BM-14 và BM-21. Xe chiến đấu bọc thép trong công binh xưởng của quân đội gồm một loạt xe thiết giáp BTR của Liên Xô và một số trang bị cũ kỹ của Mỹ chẳng hạn như: Xe bọc thép chở quân M106 và M113, hay do Việt Nam để lại hoặc bỏ lại từ những ngày hoạt động tại nước Cộng hòa Khmer trong cuộc nội chiến.
Ngoài ra, Campuchia đang nhận được sự viện trợ quân sự đắc lực từ Trung Quốc với một số lượng lớn xe bọc thép, xe vận tải quân sự đã được chuyển giao. Tuy quân số và trang bị không hiện đại và phong phú như các quốc gia khác, nhưng quân đội Hoàng gia Campuchia tham gia khá nhiều hoạt động gìn giữ hòa bình dưới sự chỉ đạo của Liên Hợp Quốc tại Sudan, Congo, Chad, Haiti và Liban.Ngoài ra, Quân đội Hoàng gia Campuchia thường xuyên tham gia các cuộc tập trận cùng với Hải quân Mỹ, Canada, Hàn Quốc, Singapore,... kinh nghiệm tác chiến cũng vì thế được đánh giá là khá phong phú.

### Lực lượng đặc biệt
Trang bị của lực lượng đặc biệt khác với phần còn lại của quân đội. Ví dụ, súng trường AK-47 (Kiểu 56) mặc dù đáng tin cậy và phong phú, nhưng lại có độ chính xác kém và quá mạnh để các đơn vị tinh nhuệ thao tác an toàn chuyên dành cho chiến đấu tầm gần và tình huống con tin. Lực lượng này đã khẳng định là người sử dụng đầu tiên hàng loạt súng trường tấn công có băng đạn gắn phía sau hàng ngoại nhập QBZ-95 mới của Trung Quốc. Về mặt kỹ thuật súng trường này là một khẩu QBZ-97, Kiểu 97A bổ sung thêm điểm xạ 3 viên và khóa nòng mở, với một vỏ bọc khác nhau được Tập đoàn Jian She chế tạo dành cho xuất khẩu.

## Khí tài
Các loại vũ khí chiến đấu chính được sử dụng trong quân đội như minh họa trong bảng dưới đây. 

### Xe chiến đấu bọc thép
| Tên gọi                   | Kiểu                           | Số lượng | Xuất xứ                      | Chú thích         |
| ------------------------- | ------------------------------ | -------- | ---------------------------- | ----------------- |
| T-54/55                   | Xe tăng chiến đấu chủ lực      | 29       | Liên Xô                      |                   |
| T-55AM2 T-55              | Xe tăng chiến đấu chủ lực      | 10 3     | Cộng hòa Séc/ Ba Lan/ Serbia |                   |
| Kiểu 62                   | Xe tăng hạng nhẹ               | 100      | Trung Quốc                   |                   |
| BMP-1                     | Xe chiến đấu bộ binh           | 50       | Liên Xô                      |                   |
| BTR-60PB                  | Xe bọc thép chở quân lội nước  | 50       | Liên Xô/ Bulgaria            |                   |
| BTR-152                   | Xe bọc thép chở quân           | 30       | Liên Xô                      | Có lẽ đã nghỉ hưu |
| OT-64 SKOT                | Xe bọc thép chở quân           | 50       | Ba Lan/ Cộng hòa Séc         |                   |
| BRDM-2                    | Xe trinh sát bọc thép lội nước | 50       | Bulgaria                     |                   |
| PT-76                     | Xe tăng hạng nhẹ               | 25       | Liên Xô                      |                   |
| Xe bọc thép chở quân M113 | Xe bọc thép chở quân           | 50       | Hoa Kỳ                       |                   |

### Pháo binh
| Tên gọi      | Kiểu                          | Số lượng | Xuất xứ    | Notes |
| ------------ | ----------------------------- | -------- | ---------- | ----- |
| ZiS-3        | Dã pháo chống tăng 76 mm      | 50       | Liên Xô    |       |
| T-12         | Dã pháo chống tăng 100 mm     | 50       | Liên Xô    |       |
| D-74         | Lựu pháo 122 mm               | 50       | Trung Quốc |       |
| M-30         | Lựu pháo 122 mm               | 50       | Liên Xô    |       |
| D-30         | Lựu pháo 122 mm               | 50       | Liên Xô    |       |
| M-46         | Pháo bức kích 130 mm          | 50       | Liên Xô    |       |
| Kiểu 59-1    | Pháo bức kích 130 mm          | 50       | Trung Quốc |       |
| Kiểu 63      | Pháo phản lực bắn loạt 107 mm | 200      | Trung Quốc |       |
| Kiểu 81 SPRL | Pháo tự hành bắn loạt 122 mm  | 100      | Trung Quốc |       |
| BM-21 Grad   | Pháo tự hành bắn loạt 122 mm  | 100      | Liên Xô    |       |
| BM-13/16     | Pháo tự hành bắn loạt 132 mm  | 100      | Liên Xô    |       |
| BM-14        | Pháo tự hành bắn loạt 140 mm  | 100      | Liên Xô    |       |

### Pháo phòng không
| Tên gọi      | Kiểu                                    | Số lượng | Xuất xứ    | Chú thích |
| ------------ | --------------------------------------- | -------- | ---------- | --------- |
| ZPU-1/-2/-4  | Pháo phòng không nòng dài 14.5mm        | 100      | Liên Xô    |           |
| Bofors 40 mm | Pháo tự động phòng không                | 50       | Thụy Điển  |           |
| ZU-23-2      | Pháo phòng không nòng dài kéo đôi 23 mm | 100      | Liên Xô    |           |
| 61-K         | Pháo phòng không nòng dài 37 mm         | 100      | Liên Xô    |           |
| Kiểu 65/74   | Pháo phòng không nòng dài kéo đôi 37 mm | 100      | Trung Quốc |           |
| AZP S-60     | Pháo phòng không nòng dài 57mm          | 100      | Liên Xô    |           |
| KS-19        | Pháo phòng không nòng dài 100 mm        | 50       | Liên Xô    |           |

### Vũ khí bộ binh
| Xuất xứ    | Tên gọi          | Kiểu                                           | Lưu ý |
| ---------- | ---------------- | ---------------------------------------------- | --- |
| Liên Xô    | Tokarev TT-33    | Súng ngắn bán tự động                          | Trang bị tiêu chuẩn |
| Trung Quốc | Kiểu 54          | Súng ngắn                                      | Trang bị tiêu chuẩn |
| Trung Quốc | QSZ-92           | Súng ngắn                                      | Trang bị tiêu chuẩn |
| Liên Xô    | Makarov PMM      | Súng ngắn                                      | Trang bị tiêu chuẩn |
| Bỉ         | FN GP35          | Súng ngắn                                      | Được dùng với số lượng nhỏ. |
| Liên Xô    | AKM              | Súng trường tấn công                           | Trang bị tiêu chuẩn |
| Liên Xô    | AKMS             | Súng trường tấn công                           | Trang bị tiêu chuẩn |
| Trung Quốc | Kiểu 56          | Súng trường tấn công                           | Trang bị tiêu chuẩn |
| Trung Quốc | Kiểu 56-1        | Súng trường tấn công                           | Trang bị tiêu chuẩn |
| Trung Quốc | Kiểu 56-2        | Súng trường tấn công                           | Trang bị tiêu chuẩn, Gần đây được nhận và triển khai cho quân đội gần biên giới Campuchia-Thái Lan.                                                         |
| Trung Quốc | CQ 311           | Súng trường tấn công                           | Một số được nhìn thấy sử dụng cùng với súng trường M16A1.                                                                                                   |
| Trung Quốc | CQ 5.56mm Kiểu A | Súng trường tấn công                           | biến thể Trung Quốc của khẩu M4A1. Do Lực lượng Đặc nhiệm Nhảy dù 911 và Vệ binh sử dụng.                                                                   |
| Indonesia  | Pindad SS1-V1    | Súng trường tấn công                           | Lực lượng Đặc nhiệm Nhảy dù 911, Quân cảnh và Vệ binh sử dụng.                                                                                              |
| Hoa Kỳ     | M16A1            | Súng trường tấn công                           | Được sử dụng bởi lực lượng đô thị, quân cảnh và dùng làm súng trường huấn luyện. Đồng thời còn là súng trường tấn công chủ lực của Quân đội Quốc gia Khmer. |
| Hàn Quốc   | Daewoo K2        | Súng trường tấn công                           | Lực lượng Đặc nhiệm Nhảy dù 911 sử dụng. |
| Hàn Quốc   | Daewoo K1A       | Súng trường tấn công                           | Lực lượng Đặc nhiệm Nhảy dù 911 sử dụng. |
| Trung Quốc | QBZ-97           | Súng trường tấn công có băng đạn gắn phía sau  | Được Lực lượng Đặc nhiệm Nhảy dù 911 và Vệ binh sử dụng. Ngừng hoạt động và thay thế bằng QBZ-97B.                                                          |
| Trung Quốc | QBZ-97A          | Súng trường tấn công có băng đạn gắn phía sau  | Trang bị tiêu chuẩn được Lực lượng Đặc nhiệm Nhảy dù 911 sử dụng.                                                                                           |
| Trung Quốc | QBZ-97B          | Súng cạc-bin tấn công có băng đạn gắn phía sau | Trang bị tiêu chuẩn được Lực lượng Đặc nhiệm Nhảy dù 911, đơn vị Vệ binh và Vệ binh Hoàng gia Campuchia sử dụng.                                            |
| Liên Xô    | SKS              | Súng cạc-bin bán tự động                       | Vệ binh Hoàng gia Campuchia sử dụng. Ngừng hoạt động và thay thế bằng khẩu QBZ-97B.                                                                         |
| Trung Quốc | Cạc-bin Kiểu 56  | Súng cạc-bin bán tự động                       | Vệ binh Hoàng gia Campuchia sử dụng và dùng làm súng trường huấn luyện dự bị.                                                                               |
| Trung Quốc | Kiểu 85          | Súng tiểu liên                                 | Lực lượng Đặc nhiệm Nhảy dù 911 sử dụng. |
| Hàn Quốc   | Daewoo K7        | Súng tiểu liên                                 | Lực lượng Đặc nhiệm Nhảy dù 911 sử dụng. |
| Israel     | Mini Uzi         | Súng tiểu liên                                 | Trang bị tiêu chuẩn được đơn vị vệ binh sử dụng. |
| Đức        | HK MP5A4         | Súng tiểu liên                                 | Lực lượng Đặc nhiệm Nhảy dù 911 sử dụng số ít 911 và một số của đơn vị Vệ binh.                                                                             |
| Liên Xô    | SVD              | Súng bắn tỉa                                   | Trang bị tiêu chuẩn |
| Trung Quốc | Kiểu 79/85       | Súng bắn tỉa                                   | Trang bị tiêu chuẩn |
| Liên Xô    | RPK              | Súng máy hạng nhẹ                              | Trang bị tiêu chuẩn |
| Liên Xô    | RPD              | Súng máy hạng nhẹ                              | Trang bị tiêu chuẩn |
| Trung Quốc | LMG Kiểu 56      | Súng máy hạng nhẹ                              | Trang bị tiêu chuẩn |
| Trung Quốc | QBB-97 LSW       | Súng máy hạng nhẹ                              | Lực lượng Đặc nhiệm Nhảy dù 911 sử dụng. |
| Nga        | PKM              | Súng máy đa năng                               | Trang bị tiêu chuẩn |
| Trung Quốc | Kiểu 80          | Súng máy đa năng                               | Trang bị tiêu chuẩn |
| Liên Xô    | DShKM            | Súng máy hạng nặng                             | Được thay thế bằng súng máy W85 cho lực lượng bộ binh, gắn thêm chân máy. Vẫn được sử dụng trên xe tăng chiến đấu chủ lực.                                  |
| Trung Quốc | HMG Kiểu 54      | Súng máy hạng nặng                             | Được thay thế bằng súng máy W85 cho lực lượng bộ binh, gắn thêm chân máy. Vẫn được sử dụng trên xe tăng chiến đấu chủ lực.                                  |
| Trung Quốc | Kiểu 77          | Súng máy hạng nặng                             | |
| Trung Quốc | W85              | Súng máy hạng nặng                             | Trang bị tiêu chuẩn |
| Liên Xô    | RPG-2            | Súng phóng lựu chống tăng phản lực             | Trang bị tiêu chuẩn |
| Nga        | RPG-7V2          | Súng phóng lựu chống tăng phản lực             | Trang bị tiêu chuẩn |
| Trung Quốc | RPG Kiểu 56      | Súng phóng lựu chống tăng phản lực             | Trang bị tiêu chuẩn |
| Trung Quốc | RPG Kiểu 69      | Súng phóng lựu chống tăng phản lực             | Trang bị tiêu chuẩn |
| Trung Quốc | PF-89            | Tên lửa chống tăng hạng nhẹ                    | Trang bị tiêu chuẩn Súng chống tăng của bộ binh mới. |
| Đức        | Armbrust         | Tên lửa chống tăng hạng nhẹ                    | Trang bị tiêu chuẩn |
| Liên Xô    | SA-7 Grail       | Hệ thống phòng không vác vai                   | Trang bị tiêu chuẩn |
| Trung Quốc | HN-5             | Hệ thống phòng không vác vai                   | Trang bị tiêu chuẩn |
| Trung Quốc | FN-6             | Hệ thống phòng không vác vai                   | Trang bị tiêu chuẩn |
| Trung Quốc | FN-12/16         | Hệ thống phòng không vác vai                   | Trang bị tiêu chuẩn, Phiên bản cải tiến của FN-6. |
| Hoa Kỳ     | M79              | Súng phóng lựu                                 | Trang bị tiêu chuẩn, súng phóng lựu chính của Quân đội Quốc gia Khmer.                                                                                      |
| Hoa Kỳ     | M203             | Súng phóng lựu                                 | Gắn kèm trên khẩu M16A1, còn được Quân đội Quốc gia Khmer sử dụng.                                                                                          |